# Uguaglianza davanti alla morte
Uguaglianza davanti alla morte (Egalité devant la mort) è un dipinto a olio su tela realizzato dall'artista francese William-Adolphe Bouguereau nel 1848. Di dimensioni 141x269 cm, è conservato al Musée d'Orsay di Parigi.

## Storia
Dopo soli due anni di frequenza all'École des beaux-arts di Parigi, il giovane Bouguereau, allora ventitreenne, presenta l'Uguaglianza davanti alla morte in occasione della sua prima partecipazione al Salon.
Il tema principale dell'opera è quello della morte, che ha la funzione di porre allo stesso livello tutti gli uomini, indipendentemente dalla vita che hanno condotto.
Il quadro è stato esposto in varie mostre il cui tema principale era il nudo artistico maschile.

## Descrizione
Il soggetto del dipinto è la rappresentazione di un angelo della morte in volo, che porta con sé un lenzuolo funerario per ricoprire il corpo di un giovane uomo morto, completamente nudo.
In basso, a sinistra, è possibile osservare la firma artistica di Bouguereau.